# Szerecsenkata-formák
A Chilocorinae a rovarok (Insecta) osztályának a bogarak (Coleoptera) rendjéhez, ezen belül a mindenevő bogarak (Polyphaga) alrendjéhez tartozó katicabogarak családjának egyik alcsaládja.

## Rendszerezés
Az alcsaládba az alábbi nemzetségek és nemek tartoznak:
- Chilocorini
  - Axion
  - Brumoides
  - Brumus
  - Chilocorus
  - Curinus
  - Exochomus
  - Orcus
  - Phaenochilus
  - Priscibrumus
  - Simmondsius

- Platynaspini
  - Phymatosternus
  - Platynaspidius
  - Platynaspis

- Telsimiini
  - Telsimia